# Марійка (річка)
Марійка — річка в Україні в Уманському районі Черкаської області. Права притока річки Торч (басейн Дніпра).

## Опис
Довжина річки приблизно 9,20 км, найкоротша відстань між витоком і гирлом — 9,06  км, коефіцієнт звивистості річки — 1,13 . Формується декількома струмками та загатами.

## Розташування
Бере початок на південно-східній стороні від села Житники. Тече переважно на південний схід через село Марійку і на південно-східній стороні від села Сорокотяга впадає у річку Торч, ліву притоку річки Гнилого Тікичу.

## Цікаві факти
- Біля витоку річку перетинає автошлях М05[2] (автомобільний шлях міжнародного значення на території України, Київ — Одеса. Проходить територією Київської, Черкаської, Кіровоградської, Миколаївської та Одеської областей.)
- На річці існує газгольдер[3].